# Dosso Dossi
Giovanni di Niccolò de Luteri, známější jako Dosso Dossi (asi 1490, Ferrara – 1542, Ferrrara), byl italský renesanční malíř, který patřil k Ferrarské škole a maloval ve stylu ovlivněném především benátským malířstvím, zejména Giorgionem a raným Tizianem.
Od roku 1514 až do své smrti byl dvorním umělcem vévodů z Ferrary a Modeny z rodu Este, jejichž malý dvůr si vážil své pověsti uměleckého centra. Často pracoval se svým mladším bratrem Battistou Dossim, který pracoval pod Raffaelem. Maloval mnoho mytologických námětů a alegorií s poněkud snovou atmosférou a často nápadnými barevnými disharmoniemi. Jeho portréty také často zobrazují poněkud neobvyklé pózy nebo výrazy.

## Život
Vyučil se nejspíš v malířské dílně Lorenza Costy. I jeho bratr Battista byl malířem (vyučil se u Raffaela).
V roce 1514 se stal dvorním malířem šlechtické rodiny d'Este. Jeho hlavním patronem byl ferrarský vévoda Alfonso d'Este. Ten soupeřil s papežem o hodnotnější uměleckou sbírku, proto najímal malíře z celé země.
Jeho přítelem byl básník Ludovico Ariosto, který ho zmiňuje ve své slavné básni Orlando Furioso. Dossi maloval hlavně mytologické motivy, portréty, v pozdějších letech exotické krajiny.

## Galerie

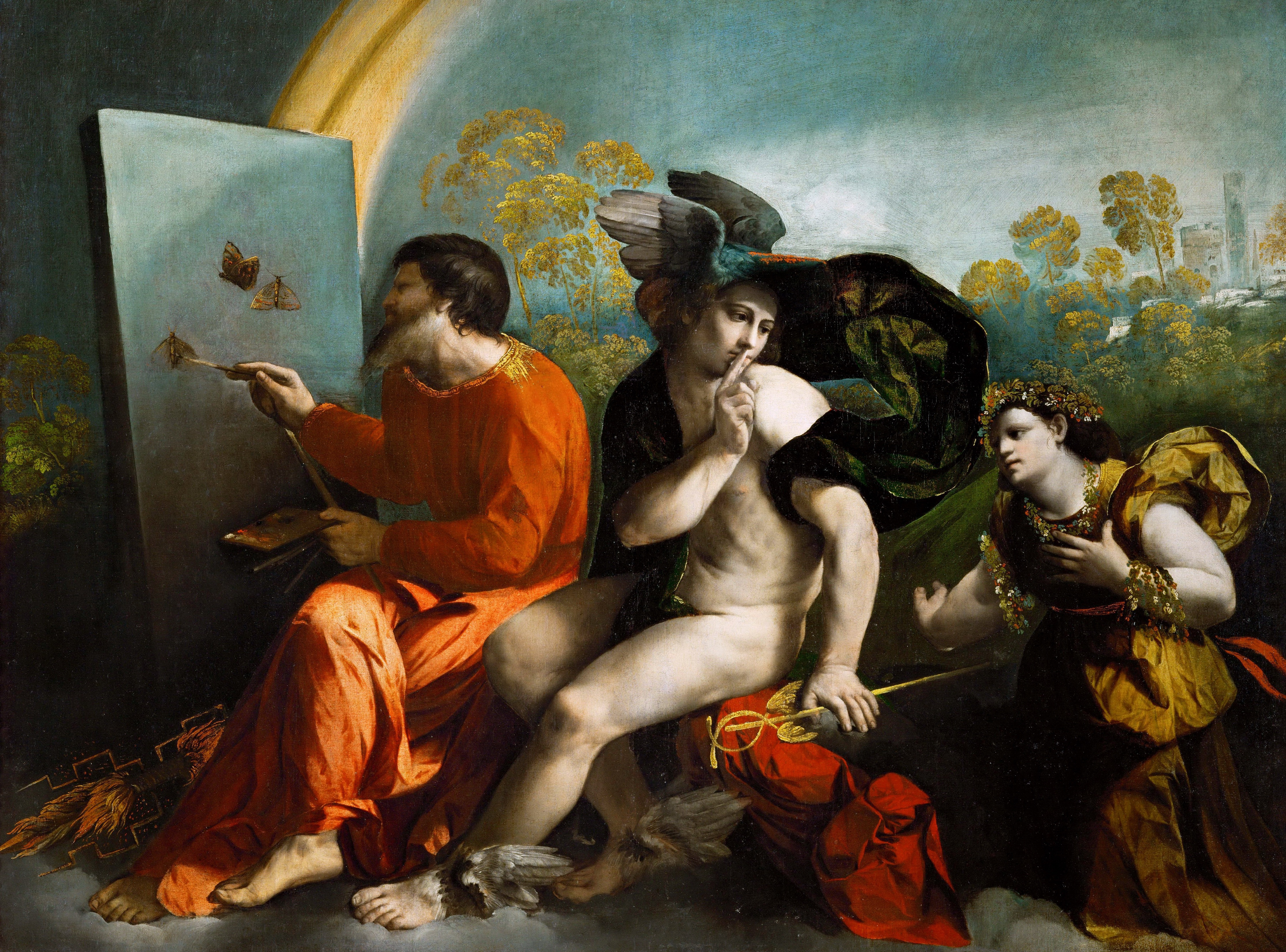
Jupiter, Merkur a Ctnost
Portrét Alfonsa d’Este
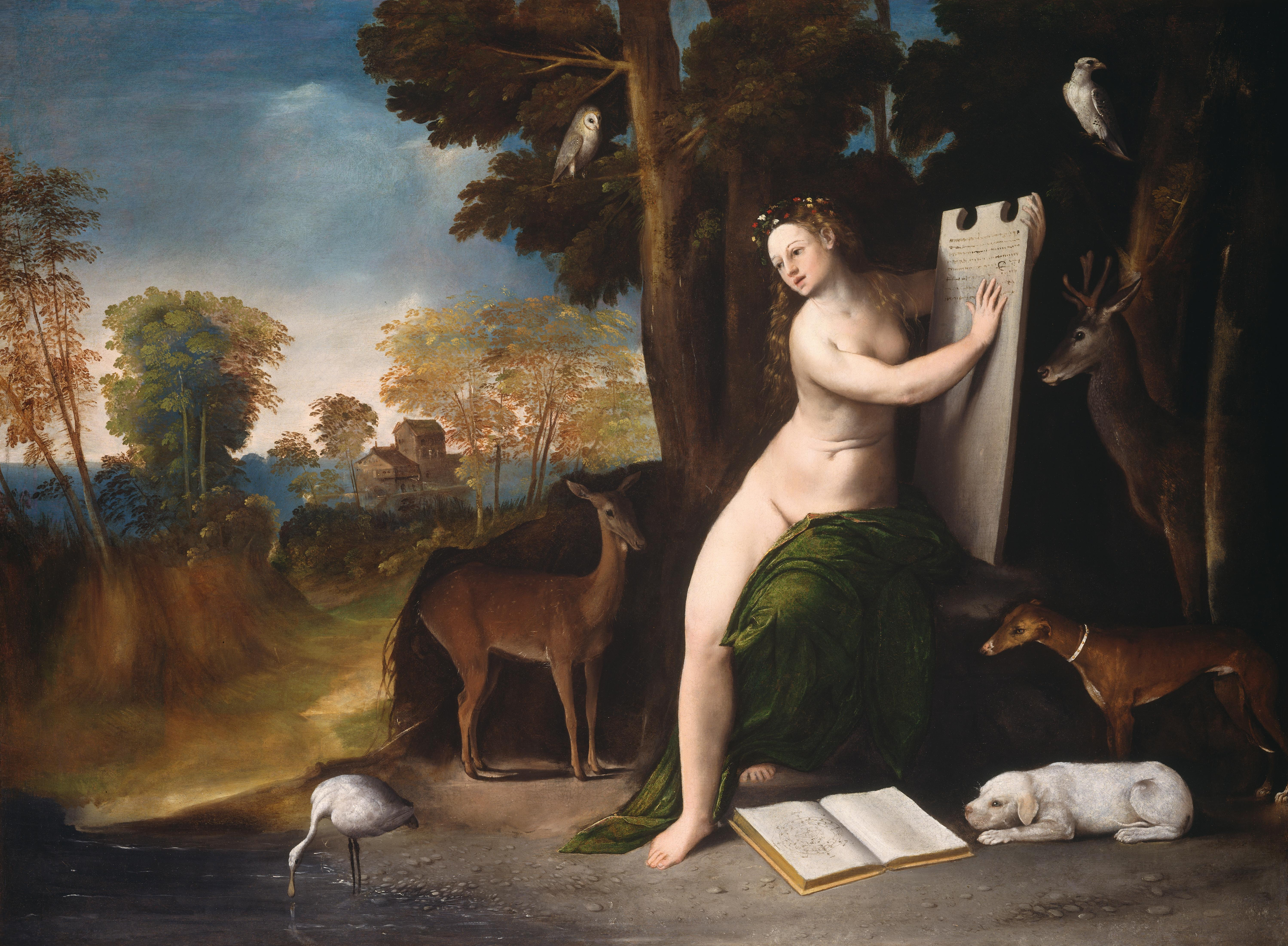
Kirké a její milenci v krajině
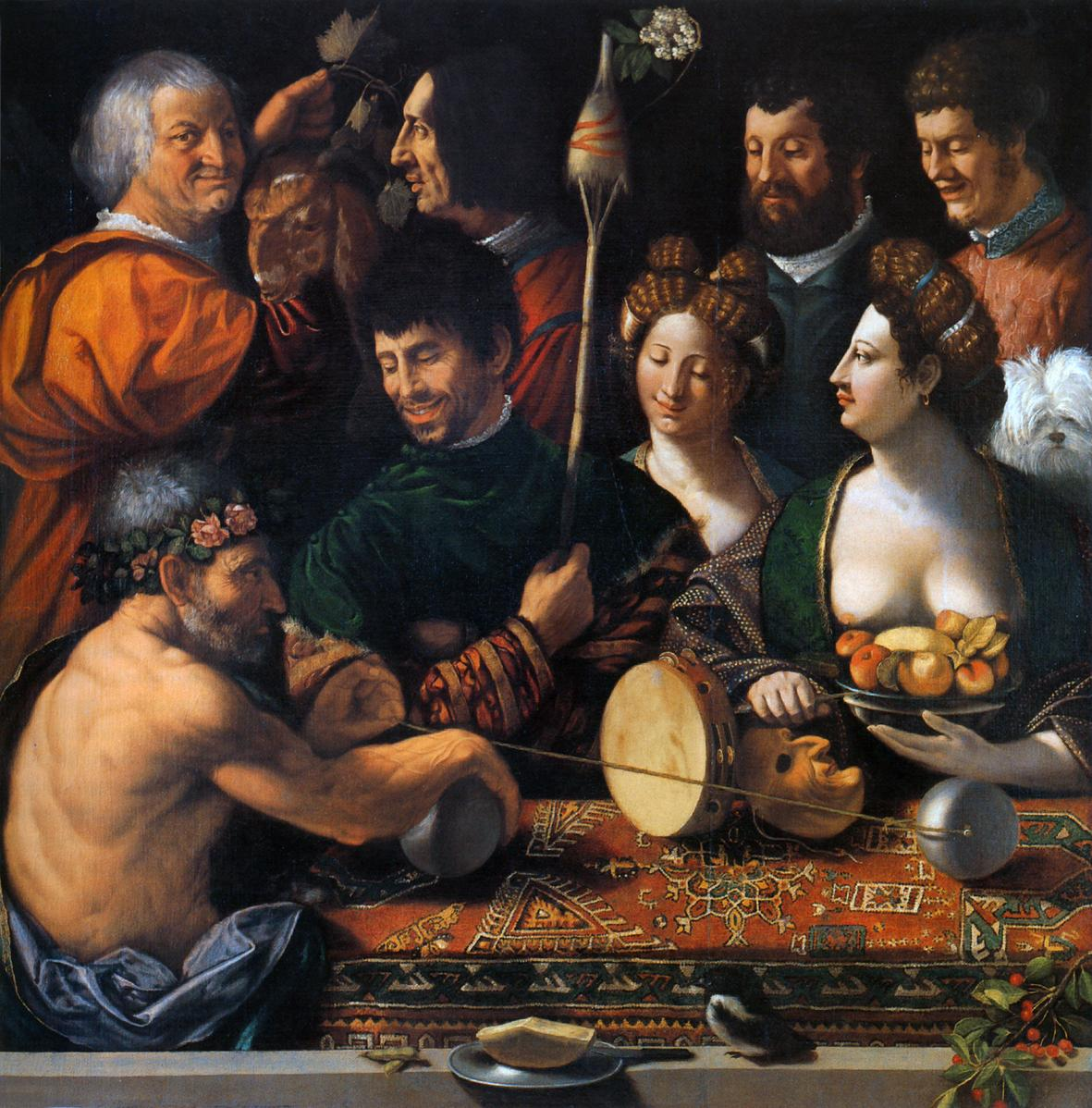
Alegorie s Herkulem, také znám jako Čarování

Čarování